# Estação De L'Église
A Estação De L'Église é uma das estações do Metrô de Montreal, situada em Montreal, entre a Estação Verdun e a Estação LaSalle. Faz parte da Linha Verde.
Foi inaugurada em 03 de setembro de 1978. Localiza-se no cruzamento da Avenida Galt com a Avenida de L'Église. Atende o distrito de Verdun.

## Origem do nome
Esta estação recebeu este nome em função a avenue De l'Église. A igreja em questão é a Église Saint-Paul na Côte-Saint-Paul distrito que fica na extremidade norte da avenida. Esta via existe desde 1834, e se tornou conhecida com o nome atual a partir de 1879.

## Ruas próximas
- avenue Galt
- rue Wellington
- avenue de l'Église
- rue Ross

## Pontos de interesse
- Santé et Bien-être social Canada
- Centre de services sociaux du Montréal Métropolitain b.s.s. Sud-Ouest
- Centre hospitalier de Verdun
- Auditorium de Verdun
- École Notre-Dame-des-Sept-Douleurs
- Parc Thérien